# Flavijev amfiteater (Puzzuoli)
Flavijev amfiteater (italijansko Anfiteatro Flavio Puteolano [aɱfiteˈaːtro 'flaːvjo puteoˈlaːno]) v Pozzuoliju, je tretji največji rimski amfiteater v Italiji. Večja sta le rimski Kolosej in amfiteater v Capui. Verjetno so ga zgradili isti arhitekti, ki so prej zgradili rimski Kolosej. Ime Flavijev amfiteater je v prvi vrsti povezano z rimskim Kolosejem.

## Zgodovina
Začel se je pod vladavino cesarja Vespazijana in verjetno končal pod vladavino njegovega sina Tita. Eliptična konstrukcija meri 147 x 117 metrov, tla arene pa merijo 72,22 x 42,33 metra. Arena je lahko sprejela do 50.000 gledalcev. Notranjost je večinoma nedotaknjena in še vedno se vidijo deli naprav, s katerimi so dvigovali kletke do tal. Leta 305 je bila arena prizorišče preganjanja pokrovitelja Pozzuolija, svetega Prokula in neapeljskega zavetnika svetega Januarija. Potem ko sta preživela, ko sta bila vržena divjim zverem v areni, sta bila obglavljena v bližnji Solfatari.
Flavijev amfiteater je drugi od dveh rimskih amfiteatrov, zgrajenih v Pozzuoliju. Manjši in starejši amfiteater (Anfiteatro minore) je bil skoraj popolnoma uničen z gradnjo železniške proge Rim-Neapelj. Še vedno obstaja ducat lokov tega prvotnega dela. Ta manjši amfiteater je meril 130 x 95 metrov.
Lega zgradbe je bila izbrana na bližnjem križišču cest iz Neaplja, Capue in Cumae. Zapuščen je bil, ko so ga delno pokopali izbruhi vulkana Solfatara. V srednjem veku je bil marmor, uporabljen na zunanji strani, odstranjen, notranjost pa je ostala in je popolnoma ohranjena. Izkopavanja najdišča so bila izvedena od 1839 do 1845, od 1880 do 1882 in nazadnje leta 1947.

## Zgodba o sv. Januarija
Med Dioklecijanovimi preganjanji so bili aprila 305 kristjani Gennaro, Festus, Desiderio in Sossio obsojeni na raztrganje v amfiteatru, vendar so mučenje spremenili zaradi čudeža; pravzaprav so zveri po blagoslovu Januarija počepnile pred obsojeno četverico. Nato so jim ob Solfatari odrobili glavo, skupaj s Puteolansom Procolom, Euticheom in Aucuziom.
V spomin na njihovo bivanje v amfiteatru je okrog XVII - XVIII celice, v kateri so bili zaprti pred izvedbo obsodbe ad bestias, nastala kapela, posvečena kultu tam zaprtih svetnikov, zlasti sv. Januarija, ki mu je naslovljena; o tem pričata dva nagrobnika, postavljena ob njenem vhodu. Okrašena je bila z oltarjem iz majolike in keramičnim kipom, na katerem sta upodobljena svetnika Januarij in Procolo.